# Mastaba de Mérérouka
 (mai 2019).
Si vous disposez d'ouvrages ou d'articles de référence ou si vous connaissez des sites web de qualité traitant du thème abordé ici, merci de compléter l'article en donnant les références utiles à sa vérifiabilité et en les liant à la section « Notes et références ».
Le mastaba de Mérérouka est situé au nord de la pyramide de Téti à Saqqarah. C'est un vaste mastaba dont le plan complexe réunit en une véritable tombe familiale, sa femme Ouatet-Khethor, appelée également Sechséchet, fille du roi, ainsi que leur fils Méri-Téti. En tout, trente-deux salles sont réparties en trois groupes qui s’articulent à l’ouest et au nord d’un ensemble de pièces en enfilade débouchant sur une grande salle dont le plafond est soutenu par six piliers massifs.
Elle comprend, aménagée dans son mur nord, une niche abritant une remarquable statue de Mérérouka dont l'originale est désormais conservée au Musée du Caire. Figuré debout les bras le long du corps, la main droite posée sur le devant de son pagne, la gauche enserrant un rouleau, signe d’une autorité royale déléguée, le défunt est paré d’une perruque ronde bouclée, d’un gorgerin lui couvrant les épaules et de bracelets aux poignets. Sa jambe gauche est avancée simulant le geste de la marche de telle sorte qu'il semble sortir du mur et s’avancer vers le visiteur. À ses pieds devant lui se trouve une grande table d’offrande taillée en forme de signe « hotep » dans un bloc d’albâtre, placée sur un piédestal auquel on pouvait accéder par un petit escalier de quatre courtes marches. La niche est encadrée par un tore et historiée de hiéroglyphes indiquant les formules qu’il convenait de réciter en l’honneur du mort ainsi que le détail des biens qui lui fallait pour lui assurer une vie prospère dans l’au-delà.
Le décor tout entier de la salle et plus généralement de l’ensemble de l’édifice reprend ce principe en dépeignant les scènes de la vie quotidienne de domaines méticuleusement exploités pour le compte du maître des lieux.
De part et d’autre de la niche, deux représentations de Mérérouka accompagné de son épouse figurée à plus petite échelle assistent au spectacle qui se déroule sous ses yeux. D’un côté une scène de fête où s’égayent danseuses, musiciens et convives. Vers la gauche, un long défilé des troupeaux de bovin tandis qu’en bas est représenté le gavage des hyènes. En plus de leur aspect narratif et d’une profusion de détails touchant au pittoresque, ces reliefs peints avaient une valeur symbolique. Ainsi des chasses et pêches dans les fourrés de papyrus ou le désert, symbolisent la maîtrise de la nature désordonnée. Ses animaux sauvages sont capturés et ramenés vivants. Ils seront gardés ou gavés, assurant ainsi la prospérité du domaine qui symbolise le pays tout entier.
De même de grandes scènes montrant les travaux des champs depuis le semis jusqu’à la récolte outre leur aspect descriptif symbolisent par la succession des scènes les trois saisons qui rythmaient la vie au bord du Nil.
Mérérouka figuré plusieurs fois souvent dans l’attitude de la marche, rappelant ainsi la statue dans la niche, semble ainsi être le cœur de cet univers symbolique, son apparition étant à chaque fois placée en meilleure position dans chaque scène.
Le reste du mastaba est occupé par différentes salles également historiées et des magasins laissés vierge de toute décoration.
On y trouve une stèle fausse porte en granite rouge placée au fond d’une pièce précédant la grande salle à piliers ainsi qu’un serdab qui contenait autrefois une autre statue de Mérérouka.
La complexité du monument ainsi que son décor en font l'un des exemples les plus aboutis et achevés des tombes de courtisans de l'Ancien Empire.

Plan du mastaba
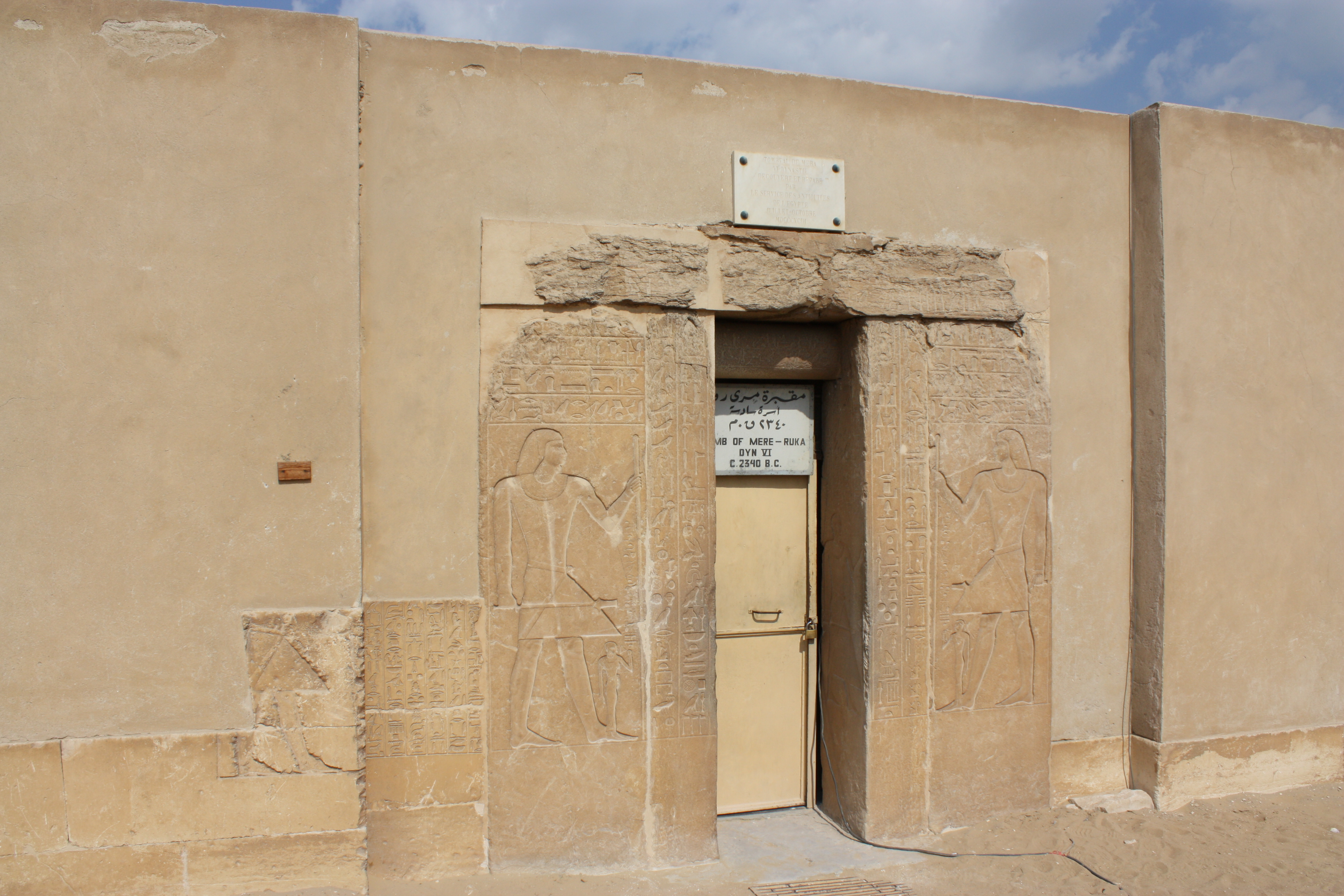
Entrée du mastaba
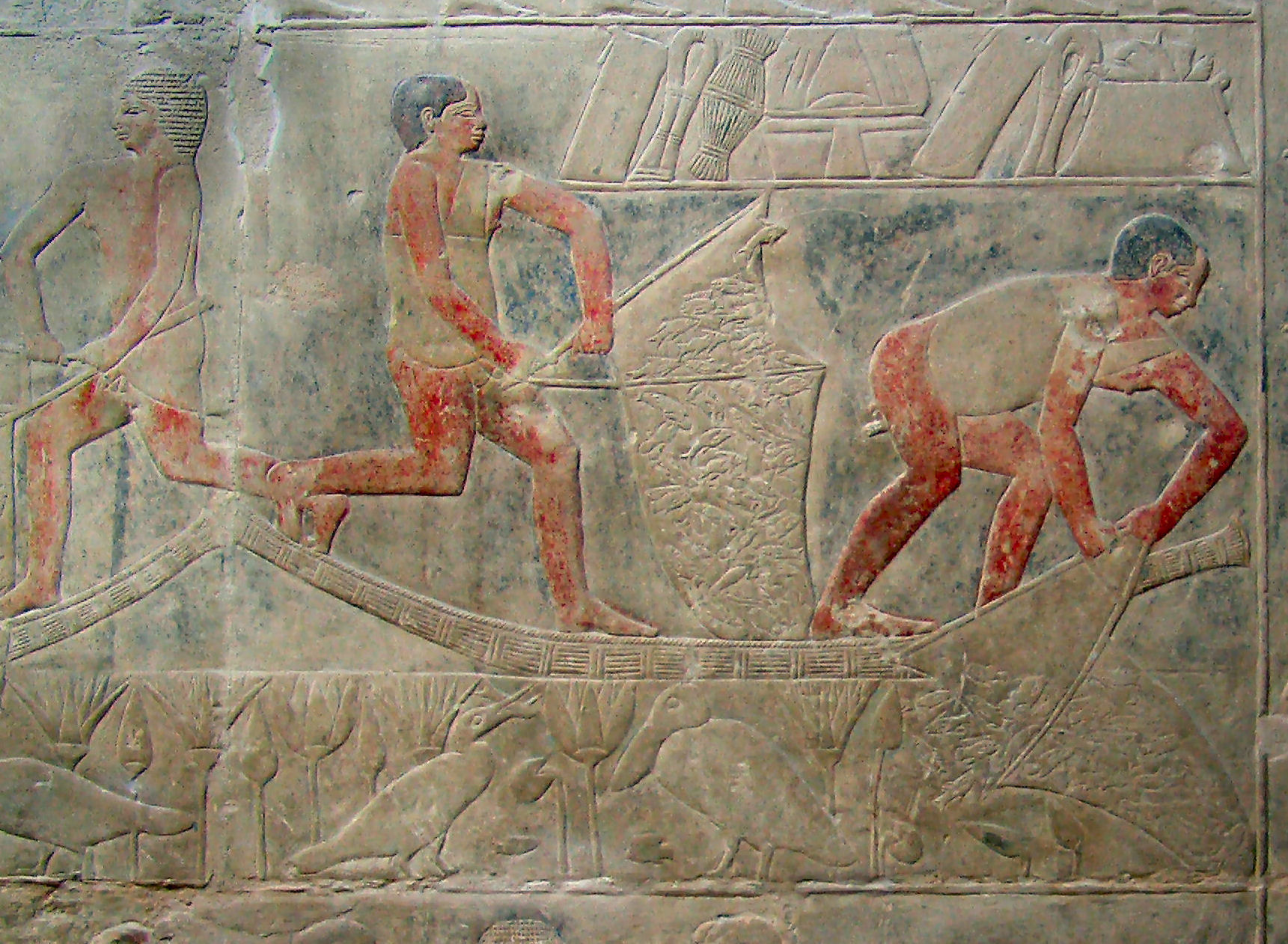
Relief : pêcheurs
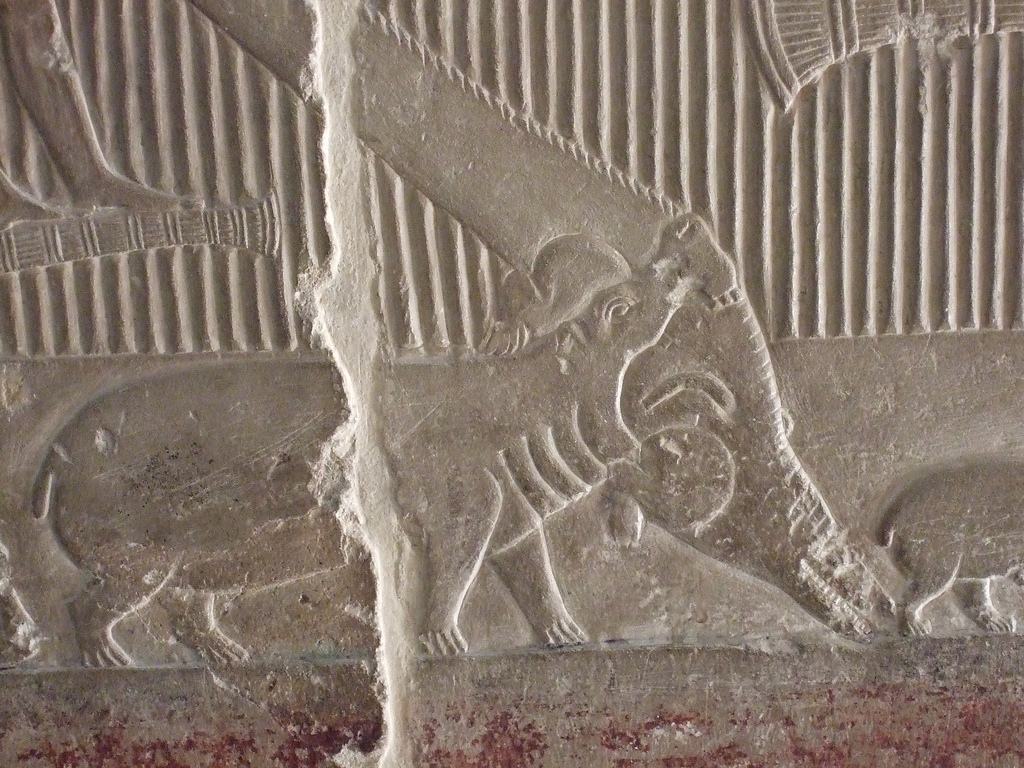
Relief : hippopotame amphibie et crocodile